# Jean-Louis Tauran
Jean-Louis Pierre kardinál Tauran (5. dubna 1943 Bordeaux – 5. července 2018 Hartford, Connecticut) byl francouzský římskokatolický kněz, kardinál a camerlengo.

## Život
Studoval v Toulouse a v Římě (na Papežské univerzitě Gregoriana a na Papežské diplomatické akademii). Kněžské svěcení přijal 20. září 1969 ve svém rodišti, poté působil jako duchovní v diecézi Bordeaux. V roce 1975 vstoupil do diplomatických služeb Vatikánu. V letech 1975 až 1983 působil na apoštolských nunciaturách v Dominikánské republice a Libanonu. V osmdesátých letech byl několikrát členem delegací Svatého stolce na konferencích o bezpečnosti a spolupráci v Evropě.
V roce 1990 byl jmenován sekretářem Rady pro veřejné záležitosti církve (později přejmenované na Sekci pro vztahy se státy vatikánského Státního sekretariátu), 6. ledna 1991 přijal biskupské svěcení z rukou papeže Jana Pavla II. Úřad vatikánského "ministra zahraničí" zastával 13 let. Kardinálskou hodnost mu udělil Jan Pavel II. v říjnu 2003. Ve stejném roce byl jmenován archivářem a bibliotekářem Svaté římské církve. Reprezentoval mimo jiné papeže na otevření nového Muzea holokaustu v Jeruzalémě 15. března 2005. Dne 25. června 2007 byl rozhodnutím Benedikta XVI. povolán do čela Papežské rady pro mezináboženský dialog. Jeho místo archiváře a knihovníka Svaté římské církve převzal dosavadní prefekt Vatikánské knihovny Raffaele Farina. 20. 12. 2014 byl jmenován kardinálem komořím Apoštolské komory.
Dne 9. března 2015 složil do rukou Františka přísahu kardinála komořího, neboli camerlengo.

## Konkláve v roce 2013
Ze svého úřadu kardinála prvního jáhna ohlásil po konkláve v roce 2013 zvolení papeže Františka.

## Vyznamenání
- velkodůstojník Řádu zásluh o Italskou republiku, Itálie, 19. listopadu 1988[6]
- velkokříž Řádu za zásluhy, Portugalsko, 21. prosince 1990[7]
- rytíř velkokříže Řádu zásluh o Italskou republiku, Itálie, 27. listopadu 1992[8]
- Řád Xirka Ġieħ ir-Repubblika, Malta, 4. února 1995
- velkokříž Řádu Isabely Katolické, Španělsko, 1997[9]
- velká čestná dekorace ve zlatě na stuze Čestného odznaku Za zásluhy o Rakouskou republiku, Rakousko, 1999[10]
- velkodůstojník Záslužného řádu Maďarské republiky, Maďarsko, 1999
- Řád bílého dvojkříže II. třídy, Slovensko, 28. října 2002
- velkokříž Řádu litevského velkoknížete Gediminase, Litva, 28. února 2003[11]
- velký záslužný kříž s hvězdou a šerpou Záslužného řádu Spolkové republiky Německo, Německo, 2004
- velkodůstojník Řádu za zásluhy Polské republiky, Polsko, 1. dubna 2010[12]